# 藤井利誉
藤井 利誉（ふじい としたか、明治5年12月2日（1872年12月31日） - 昭和20年（1945年）12月30日）は、日本の教育者。

## 経歴
福島県出身。1901年（明治34年）、東京高等師範学校文科を卒業。福島県師範学校教諭、福井県師範学校教諭、東京女子高等師範学校教授・附属小学校主事を歴任。1916年（大正5年）、欧米諸国に留学。帰国後、東京女子高等師範学校附属高等女学校主事に任命された。1924年（大正13年）、東京市に転じ、教育局学務課長・視学課長、教育局長を歴任した。
1934年（昭和9年）に退官後も帝国教育会理事を務めた。

## 著書
著書・編書

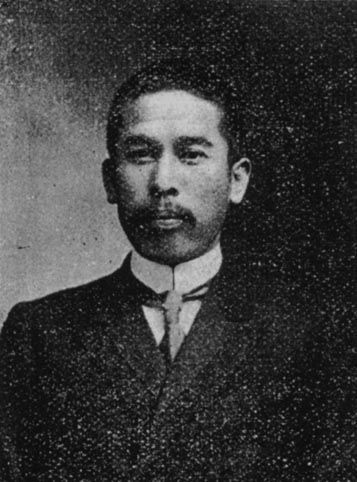
藤井利誉

- 『女子師範教科 学校管理法』 目黒書店、1910年11月
- 『女子師範教科 教育学』 目黒書店、1910年12月
- 『女子師範教科 心理学』 目黒書店、1910年12月
- 『女子 修養読本』甲種・乙種、宝文館、1911年
- 『女子 実用教育学』 宝文館、1911年2月
  - 『改訂女子実用教育学』 宝文館、1913年10月訂正三版
- 『尋常小学 語法教授細案』 宇田四郎共著、宝文館ほか、1911年5月
- 『教育史教科書』 目黒書店、1911年12月
- 『新案 女子習字帖』全4巻、阪正臣書、宝文館、1912年1月
  - 『新案 女子習字帖』全4巻、阪正臣書、宝文館、1913年10月訂正三版
- 『教育学』 宝文館、1912年3月
- 『簡明学修辞典』 北沢種一共編、宝文館、1927年10月

## 関連文献
- 「藤井利誉氏」（畠中惣治郎著 『帝都教育家列伝』 大東京新報社、1935年7月）
  - 『教育人名資料事典 第4巻』 日本図書センター、2009年3月、ISBN 9784284302722
- 新田勝彦 「藤井利誉」（福島民報社編 『福島大百科事典』 福島民報社、1980年11月）